# Leichtathletik-Länderkampf der Männer 1939 Dänemark – Deutschland
| 4. Leichtathletik-Länderkampf mit deutscher Beteiligung 1939 | 4. Leichtathletik-Länderkampf mit deutscher Beteiligung 1939 |               |
| ------------------------------------------------------------ | ------------------------------------------------------------ | ------------- |
|                                                              |                                                              |               |
| Ländervergleich der Männer: Dänemark – Deutschland           |                                                              |               |
| Austragungsort                                               | Kopenhagen                                                   |               |
| Wettbewerbe                                                  | 12                                                           |               |
| Datum                                                        | 2. Juli 1939                                                 |               |
| 1. GER 2. DNK                                                | 101 Punkte 079 Punkte                                        |               |
| Chronik                                                      |                                                              |               |
| ← LUX-GER (M)                                                | ITA-GER (M) →                                                | ITA-GER (M) → |

Der vierte Vergleich des Länderkampfjahres 1939 führte Deutschlands Leichtathleten ins dänische Kopenhagen zu ihrem insgesamt zweiten Aufeinandertreffen mit Dänemark. Ausgetragen wurde die Begegnung wie zwei parallel stattfindende Länderkämpfe mit Frankreich und Luxemburg am 2. Juli. So musste das deutsche Männerteam an diesem Wochenende drei unterschiedliche Mannschaften zusammenstellen.

## Wettbewerbe und Modus
Eine Besonderheit bestand hier wie schon in der ersten Begegnung 1937 in der Teilnehmerzahl. In den technischen Disziplinen sowie der einzigen Staffel war das Format wie immer, in den Einzellaufdisziplinen jedoch traten drei Athleten je Nation an. Durchgeführt wurde ein reduziertes Programm mit nur elf Einzelwettbewerben und einer Staffel.
Die Wertung in den Einzeldisziplinen richtete sich umgekehrt an der Platzierung aus, das heißt (1) in den Läufen: Pl. 1: 6 P, Pl. 2: 5 P, …, Pl. 6: 1 P / (2) in den Sprung-/Stoß- und Wurfwettbewerben: Pl. 1: 4 P, Pl. 2: 3 P, …, Pl. 4: 1 P. In der einzigen Staffel gab es für Platz eins drei Punkte und für Platz zwei einen Punkt.

## Ergebnis
Im Bereich Lauf konnten die dänischen Sportler zwei Wettbewerbe, den 100-Meter-Lauf und die sogenannte Schwedenstaffel, für sich verbuchen. Die weiteren fünf Laufdisziplinen gingen an Deutschland. Von den technischen Wettbewerben gewann Dänemark den Stabhochsprung, die anderen vier Disziplinen in diesem Bereich entschieden die deutschen Athleten für sich. Das Ergebnis lautete am Ende 101 zu 79 Punkte für Deutschland.

## Resultate

### 100 m
| Platz | Athlet            | Land | Zeit (s) |
| ----- | ----------------- | ---- | -------- |
| 1     | Børge Skrydstrup  | DNK  | 10,7     |
| 2     | Peter Fehring     | GER  | 10,8     |
| 3     | Holger Hansen     | DNK  | 10,8     |
| 4     | Herbert Lindemann | GER  | 10,8     |
| 5     | Ernst Rohrssen    | GER  | 10,9     |
| 6     | Rolf Bock         | DNK  | 10,9     |

### 400 m
| Platz | Athlet             | Land | Zeit (s) |
| ----- | ------------------ | ---- | -------- |
| 1     | Hermann Blazejezak | GER  | 49,6     |
| 2     | O. D. Jensen       | DNK  | 49,9     |
| 3     | Peter Hasenclever  | GER  | 50,0     |
| 4     | Gunnar Christensen | DNK  | 50,4     |
| 5     | Walter Borchard    | GER  | 50,0     |
| 6     | Knud Hansen        | DNK  | 51,1     |

### 800 m
| Platz | Athlet            | Land | Zeit (min) |
| ----- | ----------------- | ---- | ---------- |
| 1     | Hans König        | GER  | 1:56,1     |
| 2     | Emanuel Rose      | DNK  | 1:56,9     |
| 3     | Günter Steinbach  | GER  | 1:57,1     |
| 4     | Ernst Christensen | DNK  | 1:57,8     |
| 5     | Mads Andersen     | DNK  | 1:58,0     |
| 6     | Friedrich Traue   | GER  | 1:59,6     |

### 1500 m
| Platz | Athlet            | Land | Zeit (min) |
| ----- | ----------------- | ---- | ---------- |
| 1     | Werner Körting    | GER  | 3:58,4     |
| 2     | Rolf Seidenschnur | GER  | 3:58,5     |
| 3     | Rantil            | DNK  | 3:59,6     |
| 4     | Ernst Fosmark     | DNK  | 4:01,2     |
| 5     | Ludwig Warnemünde | GER  | 4:02,0     |
| 6     | Hans Spanheimer   | DNK  | 4:17,0     |

### 5000 m
| Platz | Athlet            | Land | Zeit (min) |
| ----- | ----------------- | ---- | ---------- |
| 1     | Rolf Fellersmann  | GER  | 14:34,6    |
| 2     | Jensen            | DNK  | 14:59,6    |
| 3     | Arnold Zismer     | GER  | 15:06,6    |
| 4     | Hans Friedrich    | GER  | 15:08,8    |
| 5     | Erik Simonsen     | DNK  | 15:11,8    |
| 6     | Einer Christensen | DNK  | 15:29,0    |

### 110 m Hürden
| Platz | Athlet            | Land | Zeit (s) |
| ----- | ----------------- | ---- | -------- |
| 1     | Georg Glaw        | GER  | 14,6     |
| 2     | Sven Aage Thomson | DNK  | 14,8     |
| 3     | Edvin Larsen      | DNK  | 15,0     |
| 4     | Ottomar Rath      | GER  | 15,1     |
| 5     | Dieter Ahrens     | GER  | 15,1     |
| 6     | Bjørne Nielsen    | DNK  | 15,3     |

### Schwedenstaffel (400 m – 300 m – 200 m – 100 m)
| Platz | Besetzung       | Land                                                           | Zeit (min) |
| ----- | --------------- | -------------------------------------------------------------- | ---------- |
| 1     | Dänemark        | Emanuel Rose O. D. Jensen Rolf Bock Børge Skrydstrup           | 1:58,0     |
| 2     | Deutsches Reich | Walter Borchard Peter Fehring Ernst Rohrssen Peter Hasenclever | 1:58,2     |

### Hochsprung
| Platz | Athlet              | Land | Höhe (m) |
| ----- | ------------------- | ---- | -------- |
| 1     | Hans Martens        | GER  | 1,91     |
| 2     | Karl-Heinz Langhoff | GER  | 1,91     |
| 3     | Poul Otto           | DNK  | 1,85     |
| 4     | Curt Asbjerg        | DNK  | 1,75     |

### Stabhochsprung
| Platz | Athlet              | Land | Höhe (m) |
| ----- | ------------------- | ---- | -------- |
| 1     | Ernst Larsen        | DNK  | 3,90     |
| 2     | Svend Aage Thomsen  | DNK  | 3,80     |
| 3     | August Dautenheimer | GER  | 3,70     |
| 4     | Alfred Ohle         | GER  | 3,70     |

### Weitsprung
| Platz | Athlet            | Land | Weite (m) |
| ----- | ----------------- | ---- | --------- |
| 1     | Herbert Lindemann | GER  | 7,16      |
| 2     | Holger Hansen     | DNK  | 7,04      |
| 3     | Franz Kegel       | GER  | 6,99      |
| 4     | Poul Otto         | DNK  | 6,95      |

### Kugelstoßen
| Platz | Athlet                | Land | Weite (m) |
| ----- | --------------------- | ---- | --------- |
| 1     | Erich Beyer           | GER  | 14,58     |
| 2     | Hans-Heinrich Sievert | GER  | 14,48     |
| 3     | Frode Moesgaard       | DNK  | 13,53     |
| 4     | Viggo Petersen        | DNK  | 13,24     |

### Diskuswurf
| Platz | Athlet                | Land | Weite (m) |
| ----- | --------------------- | ---- | --------- |
| 1     | Hans Fritsch          | GER  | 45,87     |
| 2     | Hans-Heinrich Sievert | GER  | 45,85     |
| 3     | Ejnar Jensen          | DNK  | 41,47     |
| 4     | Poul Larsen           | DNK  | 41,11     |

## Weblink
- Leichtathletik, Einen Dreifrontenkampf. In: Revalsche Zeitung vom 3. Juli 1939, Nr. 146, abgerufen am 2. Juni 2024